# Vella Quaresma

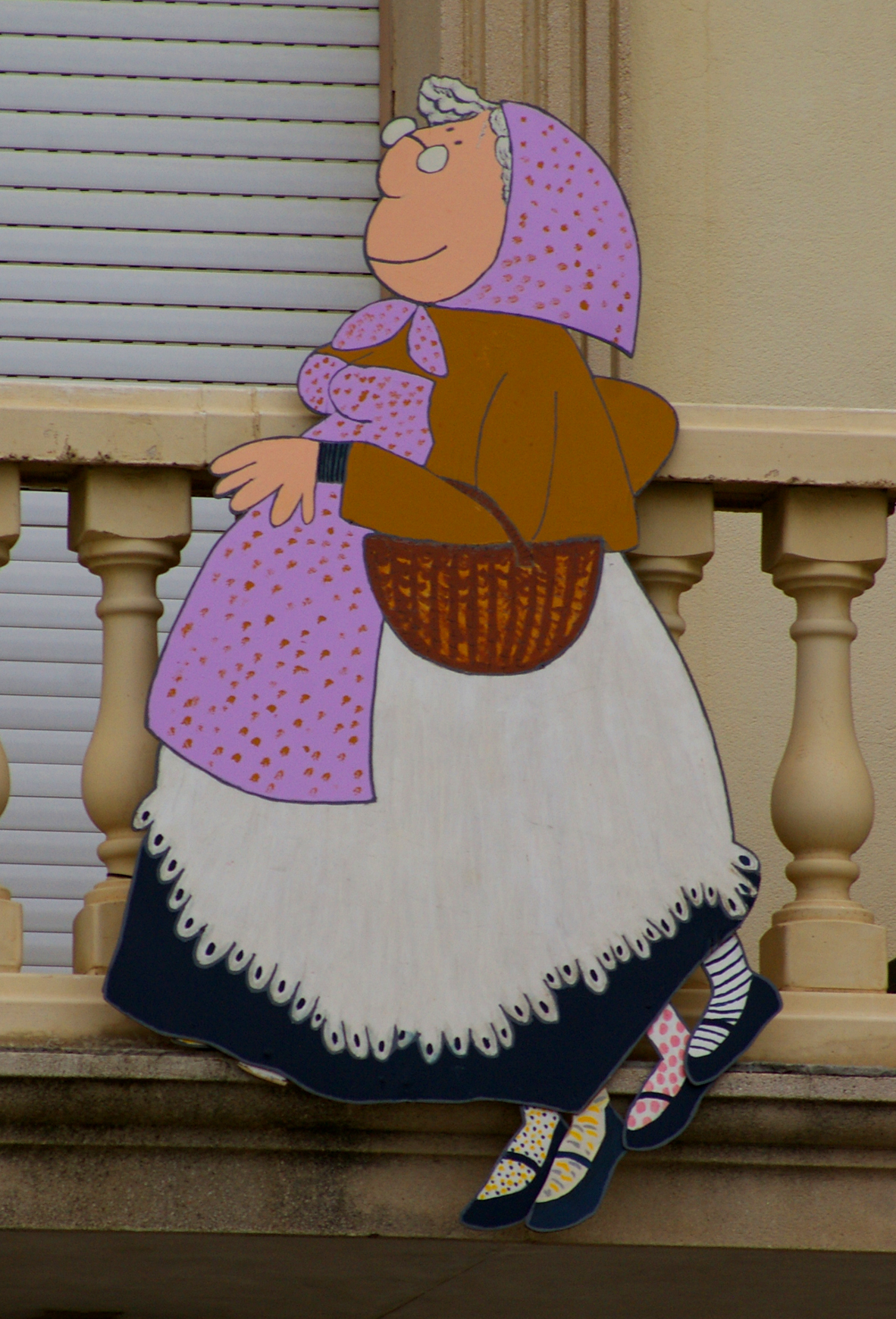
Representació de la Vella Quaresma

La Vella Quaresma, Jaia Quaresma (a Mallorca) o Àvia Quaresma (a Menorca) és, als Països Catalans, la representació gràfica de la quaresma, el temps que va de Dimecres de Cendra fins a Setmana Santa. El període penitencial, dins la litúrgia catòlica, és temps de dejuni i abstinència, allò que popularment s'anomena fer magre. Tot plegat és una preparació ascètica per a la Pasqua. També és present a altres zones de la Mediterrània: a Grècia hom l'anomena la senyora Quaresma, i és representada sense boca i amb una creu sobre el cap.
És l'antagonista del Rei Carnestoltes, que representa la disbauxa i la transgressió.

## Descripció i simbologia
Té la forma d'una vella arrugada i xaruga, amb set cames que va perdent d'una en una a mesura que van passant les setmanes de Quaresma. Les singularitats que defineixen el personatge són que té set cames –a voltes, set arengades– i que a la mà hi duu un bacallà i un cistell de verdures, normalment bledes. A les mans duu o bé dos bacallans, o bé un bacallà i una graella. A partir del segle xix aquesta figura representa també que comença una època d'abstinència de carn i que era moment de comprar peix.
Actualment, malgrat que el temps de Quaresma ha perdut intensitat per la laïcització de la societat, la Vella Quaresma continua vigent i adopta noves formes de representació i de celebració. En són exemples l'Àvia Quaresma a Maó o el Serra la Vella d'Ullastrell. En totes dues poblacions tenen una geganta que és la Vella Quaresma, evolució que garanteix la supervivència del personatge. També hi ha escoles que han adoptat aquest personatge entre el carnaval i les vacances de Setmana Santa per treballar diversos aspectes del currículum educatiu.
És molt representada en la imatgeria popular impresa i té una funció de calendari: per mitjà de les cames ens duu a Setmana Santa. La ritualització i ús de la Vella Quaresma té variants locals, però amb uns trets comuns. Cada setmana li arrenquem o tallem una cama i quan arriba al final és cremada igual que el seu predecessor, el Carnestoltes. D'aquesta manera, el foc destrueix simbòlicament el període. En alguns llocs, quan s'arriba a la meitat de la Quaresma (a la quarta setmana), serren la vella per la meitat. Grups d'infants fan captes de diners o aliments i fan veure que serren un bastó o l'estampa de la Vella Quaresma, tot seguint el ritme d'una cançó. Amb la recaptació s'organitza un berenar col·lectiu.

## Història
Hi ha representacions antigues de la Vella Quaresma fetes per gravadors, mitjançant tècniques com ara la xilografia; o, més tard, la litografia o la calcografia. Aquests artistes van trobar en el tema costumista quaresmal un motiu per a exhibir el seu mestratge. Però també n'hi havia de molt senzilles i humils: una simple silueta de paper de diari. Com a reclam de venda, les peixateries i parades de pesca salada feien un calendari similar al de la vella amb un bacallà sec en què penjaven set bacallanets petits o set arengades.